# André Steensen
André Steensen (Skanderborg, 10 ottobre 1987) è un dirigente sportivo ed ex ciclista su strada danese.

## Palmarès

### Strada
- 2004 (Juniores, una vittoria)

Campionati danesi, Prova in linea Junior
- 2005 (Juniores, cinque vittorie)

1ª tappa Course de la Paix Juniors (Litoměřice > Litoměřice)
4ª tappa Course de la Paix Juniors (Děčín > Pirna)
5ª tappa Trofeo Karlsberg
2ª tappa Grand Prix Général Patton (Vianden > Vianden)
1ª tappa - parte a Liège-La Gleize (Blegny > Herve)
- 2007 (Glud & Marstrand Horsens, una vittoria)

Campionati danesi, Prova a cronometro Under-23
- 2012 (Glud & Marstrand-LRØ, tre vittorie)

2ª tappa Circuit des Ardennes (Renwez > Renwez)
Himmerland Rundt
1ª tappa Flèche du Sud (Differdange > Differdange)
1ª tappa Kreiz Breizh Elites (Calanhel > Plouray)
2ª tappa - parte a Kreiz Breizh Elites (Carhaix-Plouguer > Cléden-Poher, cronometro)
Classifica generale Kreiz Breizh Elites

#### Altri successi
- 2005 (Juniores)

Campionati danesi, Cronosquadre Junior
- 2009 (Team Saxo Bank)

Classifica scalatori Ster Elektrotoer
- 2012 (Glud & Marstrand-LRØ)

Campionati danesi, Cronosquadre
Classifica a punti Kreiz Breizh Elites
- 2014 (Cult Energy Vital Water)

Designa Grandprix

## Piazzamenti

### Classiche monumento
- Liegi-Bastogne-Liegi

2010: ritirato
- Giro di Lombardia

2010: ritirato
2011: ritirato

### Competizioni mondiali
- Campionati del mondo

Verona 2004 - Cronometro Junior: 29º
Verona 2004 - In linea Junior: 22º
Vienna 2005 - In linea Junior: 27º
Salisburgo 2006 - In linea Under-23: ritirato
Stoccarda 2007 - Cronometro Under-23: 22º
Stoccarda 2007 - In linea Under-23: 66º
Toscana 2013 - Cronosquadre: 27º

### Competizioni europee
- Campionati europei

Valkenburg 2006 - Cronometro Under-23: 40º
Valkenburg 2006 - In linea Under-23: ritirato